# Сан-Адріан-дель-Вальє
Сан-Адріан-дель-Вальє (ісп. San Adrián del Valle) — муніципалітет в Іспанії, у складі автономної спільноти Кастилія-і-Леон, у провінції Леон. Населення — 133 особи (2010).
Муніципалітет розташований на відстані близько 260 км на північний захід від Мадрида, 55 км на південь від Леона.

## Демографія
Динаміка населення (INE ):